# Les Trois Guerres de Madeleine Riffaud
Pour plus de détails, voir Fiche technique et Distribution.
Les Trois Guerres de Madeleine Riffaud est un documentaire français réalisé par Philippe Rostan et diffusé en 2010.

## Synopsis
Résistante pendant la Seconde Guerre mondiale, Madeleine Riffaud est connue pour avoir abattu un officier nazi en plein Paris et incarne l'anticolonialisme. Arrêtée, torturée puis condamnée à mort, elle est miraculeusement sauvée quelques jours avant la Libération. Marquée à jamais par cette période à la fois intense et dramatique de sa vie, Madeleine Riffaud devient correspondante de guerre et grand reporter. Ses engagements la mènent en Europe, en Asie et en Afrique où elle couvre trois guerres : Indochine, Algérie, Viêt Nam, échappant plusieurs fois à la mort. La combattante témoigne à travers des photos, des films, des livres et des articles.

## Fiche technique
- Titre : Les Trois Guerres de Madeleine Riffaud
- Réalisation : Philippe Rostan
- Producteur Filmover production
- Scénario : Philippe Rostan
- Musique: Charlie Nguyen Kim
- Mixage : Bruno Tarrière
- Montage : Nguyen Minh Tâm
- Chef opérateur : Wilfrid Sempé
- Durée : 93 minutes
- Dates de sortie : 14 juillet 2010 (France)

## Distribution
- Madeleine Riffaud : Elle-même

## Distinctions
- Etoile de la Scam : 2012
- Grand prix du film documentaire : Festival du Cinéma engagé d'Alger 2012
- Prix ACSE/CNC de la Diversité : 2011